# غوران جوراك
غوران جوراك (بالسلوفينية: Goran Jurak)‏ مواليد 4 مارس 1979 في تسليه، جمهورية يوغوسلافيا الاشتراكية الاتحادية، هو لاعب كرة سلة سلوفيني معتزل. بدأ مسيرته الاحترافية في سنة 1995. حمل الرقم 4. يبلغ طوله 6 قدم 6.75 بوصة (2.0 م). اعتزل اللعب في 2016.

## المسيرة الاحترافية
لعب مع نادي أولمبياكوس لكرة السلة في موسم 2003–2004، ثم لعب مع أورورا باسكت ييزي في موسم 2004–2005، ثم لعب مع بالاكانسترو كانتو في الدوري الإيطالي في موسم 2005–2006، ثم لعب مع فورتيتودو بولونيا في سنة 2007، ثم لعب مع زالغيريس لكرة السلة في موسم 2007–2008، ثم لعب مع بييلا لكرة السلة في موسم 2008–2009.

## إحصائيات المسيرة

### الدوري الأوروبي
| السنة   | الفريق                     | لعب | بدأ | دقيقة | ميداني% | ثلاثية | حرة  | ارتداد | صنع | استلاب | تصدي | نقطة | أداء |
| ------- | -------------------------- | --- | --- | ----- | ------- | ------ | ---- | ------ | --- | ------ | ---- | ---- | ---- |
| 2002–03 | نادي أوليمبيا لكرة السلة   | 20  | 16  | 21.2  | .487    | .571   | .577 | 5.0    | 1.0 | 1.1    | .1   | 10.9 | 10.4 |
| 2003–04 | نادي أولمبياكوس لكرة السلة | 20  | 18  | 26.1  | .510    | .250   | .565 | 4.8    | 1.4 | 1.1    | .2   | 7.7  | 8.8  |
| 2006–07 | نادي أوليمبيا لكرة السلة   | 2   | 0   | 27.5  | .600    | .333   | .600 | 7.0    | 2.0 | 2.0    | .0   | 10.5 | 15.5 |
| 2007–08 | زالغيريس لكرة السلة        | 19  | 1   | 17.2  | .635    | .250   | .634 | 5.2    | .7  | .8     | .1   | 6.8  | 7.9  |

## روابط خارجية
- غوران جوراك على موقع الاتحاد الدولي لكرة السلة (الإنجليزية)
- غوران جوراك على موقع الدوري الأوروبي لكرة السلة (الإنجليزية)
- غوران جوراك على موقع كرة السلة الأوروبية.كوم (الإنجليزية)
- غوران جوراك على موقع ريلجم (الإنجليزية)
- غوران جوراك على موقع بروبوليرز (الإنجليزية)
- غوران جوراك على موقع سبورتس رفرنس (الإنجليزية)